# Грдзелидзе, Аркадий Михайлович
Аркадий Михайлович Грдзелидзе (1910 год, село Дими, Кутаисский уезд, Кутаисская губерния, Российская империя — дата смерти неизвестна, село Дими, Маяковский район, Грузинская ССР) — звеньевой колхоза имени Калинина Маяковского района, Грузинская ССР. Герой Социалистического Труда (1949).

## Биография
Родился в 1910 году в крестьянской семье в селе Дими Кутаисского уезда. Окончил местную сельскую школу. Трудился в личном сельском хозяйстве. После коллективизации трудился рядовым колхозником в колхозе имени Калинина Багдатского района (с 1940 года — Маяковский район). В послевоенное время — звеньевой в этом же колхозе.
В 1948 году звено под его руководством собрало в среднем с каждого гектара по 104,6 центнера винограда с площади 3 гектаров. Указом Президиума Верховного Совета СССР от 9 августа 1949 года удостоен звания Героя Социалистического Труда за «получение высоких урожаев винограда в 1948 году» с вручением ордена Ленина и золотой медали «Серп и Молот» (№ 4308).
Этим же Указом званием Героя Социалистического Труда были награждены труженики колхоза имени Калинина бригадиры Георгий Лукич Пулариани, Александр Ильич Горгодзе, звеньевые Иосиф Мефодиевич Пулариани, Александр Григорьевич Мушкудиани, Давид Валерианович Тевдорадзе и Давид Иванович Чрелашвили.
Проживал в родном селе Дими Маяковского района (сегодня — Багдатский муниципалитет). Дата его смерти не установлена.
Награды
- Герой Социалистического Труда
- Орден Ленина
- Орден Трудового Красного Знамени (05.09.1950)
- Медаль «За трудовую доблесть» (02.04.1966)